# Jan Marejko
 (juillet 2008).
Améliorez-le ou discutez des points à vérifier. 
Jan Marejko (1946 – 21 septembre 2016 à Genève) est un écrivain, philosophe, journaliste, essayiste et politicien à Genève en Suisse.

## Biographie
Né dans une famille juive polonaise, il s'est converti au christianisme et a été naturalisé suisse.
Il est écrivain, chercheur au Fonds national suisse de la recherche scientifique, professeur de philosophie, puis collaborateur dans l’agence de communication Rochat & Partners, éditorialiste à L'Agefi après y avoir tenu une chronique quotidienne sur les affaires internationales pendant trois ans (Géoscopie). Il collabore comme chroniqueur  à l’émission Grand Huit de la SSR depuis 2005.
Engagé en politique dans le parti libéral suisse, il est président du Cercle libéral de 1993 à 1995 ainsi que conseiller municipal libéral à la Ville de Genève de janvier 1994 à octobre 1999.
Il a obtenu un doctorat de philosophie à l'Université de Genève (1980).
Il a collaboré à la revue suisse de géopolitique L'Impact.

## Thèses
Durant ses recherches à Paris, New York et Harvard University, Jan Marejko en est arrivé à la conviction que la révolution scientifique du XVIIe siècle (Galilée) n’avait pas remplacé le cosmos d’Aristote par un autre, mais avait supprimé les conditions de possibilité de tout cosmos. On peut définir la modernité comme un effort pour faire face au défi de cette suppression. Notre univers est désormais un espace infini, homogène, isotrope, et la question se pose de savoir comment y vivre. Les conséquences de cette révolution ont en effet été énormes. Mais nous n’en avons guère conscience, surtout sur le plan de la réflexion économique. La plupart des écrits de Jan Marejko tentent de mieux cerner ce défi à partir, entre autres, des penseurs du libéralisme qui l’ont entrevu sans toutefois parvenir à le relever.

## Publications
- Avec Éric Werner, De la misère intellectuelle et morale en Suisse romande, Lausanne: L'Âge d'Homme, 1981
- Jean-Jacques Rousseau et la dérive totalitaire[3], Lausanne : Éditions L'Âge d'Homme, 1984.
- Chroniques d'un révolutionnaire conservateur[4], Lausanne : L'Âge d'Homme, 1985.
- Le Territoire métaphysique, Lausanne, L'Âge d'Homme, 1989
- Cosmologie et politique, Lausanne, L'Âge d'Homme, 1989.
- Exercices systématiques de philosophie, Éditions Florimontanes, Genève, 1990. 3 volumes
- Les esclaves du sablier : technocratie et hystérie, Lausanne, L'Âge d'Homme, 1990.
- La Cité des morts : avènement du technocosme, Lausanne, L'Âge d'Homme, 1994.
- Dix méditations sur l'espace et le mouvement[5], Lausanne, L'Âge d'Homme, 1994.
- Philosophe moi aussi, Genève, La Joie de lire (maison d'édition), 1996.
- Temps cosmique et histoire humaine, Vrin, Paris, 1996, avec Ilya Prigogine, Isabelle Stengers, etc.
- « Le Territoire Métaphysique contemporain » in Où en est la philosophie ?, Louvain-La-Neuve, Edifie, 1993. Introduction de Jean Ladrière, avec Kostas Axelos, Marc Richir, Jean-Jacques Wunenberger, Raymond Lepee, etc.
- « Réflexions sur l'action humanitaire » in L'an 2000, l'humanitaire et les valeurs, Institut Henri Dunant, Département de sociologie, Université de Genève, Colloque, 8 mai 1996
- Passions philosophiques[6], L’Âge d’Homme, Lausanne 1998.
- Il n’y a pas de suicides heureux, L’Âge d’Homme, Lausanne, 1999.
- « A quelles conditions le concept de développement durable serait-il crédible ? » in Le développement durable : un développement multisectoriel provisoire, Genève : Georg éditeur, 2004.
- « La vision romande de l’État en question », avec le « Think Tank » Avenir Suisse, publié par Schweizer Monatshefte, Tiré à part, septembre 2007.
- « La Romandie sous l’effet Sarkozy", Schweizermonatshefte (avec Avenir Suisse)
- Je voulais vous dire, éditions Bibracte, 2017.

Romans
- Des inconnus dans les couloirs, roman, Genève : Slatkine, 2012.

### Articles dans des revues académiques
- « World Order or World Control », The Review of Politics, 1984, n° 14, p. 588-610.
- « Les conséquences philosophiques de la formulation du principe d'inertie », Diogène, 1983, n° 1123, p. 1-30. Traduit en anglais, espagnol et arabe.
- « Légitimité et modernité », Diogène, 1986, n° 1134, p. 83-100. Traduit en anglais, espagnol et japonais.
- « Phusis et Polis », Revue de métaphysique et de morale, 1983, n° 12, p. 145-163.
- « L'espace et le désir », Diogène (revue), 1985, n° 1132, p. 37-60. Traduit en anglais et en espagnol.
- « Une thérapie alogale », Le discours psychanalytique, septembre 1986, p. 11-16.
- « Der Gesichtlose Sozialismus », Criticon, September, 1977.
- « Atomies and Monoliths », Modern Age, 1978, n° 22, p. 207-209.
- « Des raisons qui nous empêchent d'écrire et de penser », Nova et Vetera, 1977, n° 13, p. 227-234.
- « Les avatars de l'incroyance », Nova et Vetera, 1983, n° 12, p. 108-112.
- « Mystique et politique », Commentaire, 1980, n°11, p. 518-520.
- « Morale et politique étrangère », Commentaire, 1984, n° 25, p. 178-184.
- « The Invisible Foundation of the Visible », Modern Age, 1992, n°34, p. 371-375.
- « Figures du refoulement : Œdipe-Chronos-Lucifer » in Intermondes, Revue quadrimestrielle d'étude et de dialogue, 1992, n° 4.
- « Du sens, il n’est pas possible de faire l’économie »[7], Revue du M.A.U.S.S., janvier 2001.
- « La rupture d’Alliance dans la dynamique de la modernité », Cahiers d’Études Levinassiennes, n° 2, mars 2003
- « L'infini et le paradigme inertiel »[8], arkhai, n° 8, septembre 2003, p. 35-51.
- « Les fondements cosmologiques du messianisme », Cahiers d’Études Lévinassiennes, 2005, no 4